# Pont-Farcy
Pont-Farcy – miejscowość i gmina we Francji, w regionie Normandia, w departamencie Manche. W 2013 roku populacja gminy wynosiła 559 mieszkańców. Przez miejscowość przepływa rzeka Vire. 
Do 31 grudnia 2017 roku Pont-Farcy administracyjnie znajdowało się w departamencie Calvados. 1 stycznia 2018 roku połączono dwie wcześniejsze gminy: Pont-Farcy oraz Tessy-Bocage. Siedzibą gminy została miejscowość Tessy-sur-Vire, a nowa gmina przyjęła nazwę Tessy-Bocage. Wraz z kreacją nowej gminy Pont-Farcy znalazło się w departamencie Manche. 